# Herman Felhoelter
Herman Gilbert Felhoelter OFM (* 17. Juli 1913 in Louisville, Kentucky; † 16. Juli 1950 in Daejeon, Korea) war ein römisch-katholischer US-amerikanischer Priester, der als Feldkaplan der US-Armee mit höchsten Auszeichnungen dekoriert wurde.

## Leben

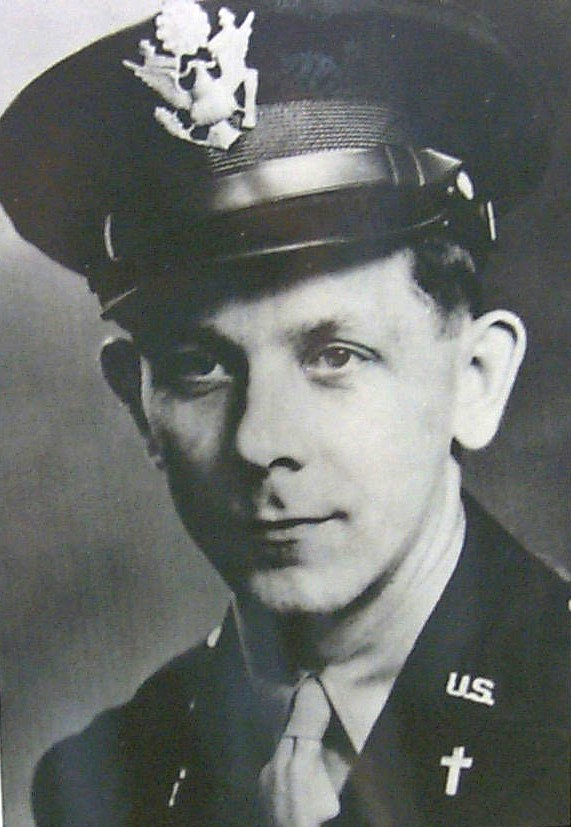
Herman Felhoelter

Er trat in den Franziskanerorden ein und wurde 1939 zum Priester geweiht. Zum Hauptmann im Chaplains Corps der US-Army 1944 ernannt, verlieh man ihm den Bronze Star-Verdienstorden für seine Dienste unter schwerem Beschuss während seines Einsatzes im Zweiten Weltkrieg.
Nach dem Krieg stellte man ihn vorübergehend in einer Kirche in Cincinnati als zweiten Pastor ein. Doch 1948 berief man ihn wieder in die Armee, um bald im Koreakrieg eingesetzt zu werden.
Im Verlauf der Schlacht um Daejeon in Südkorea in der Nähe des Flusses Kum wurde seine Einheit in schwere Kämpfe verwickelt. Viele seines Regiments waren verwundet, als eine Kompanie und er in der Nähe eines kleinen Berges am Fluss „fest saßen“. Auf ihrer Flucht vor den feindlichen Truppen hatten sie bereits 30 Schwerverwundete mit sich geführt. Als sich herauskristallisierte, dass man nur durch das Zurücklassen der Verletzten die Mehrheit der Soldaten in Sicherheit bringen könnte, überzeugte der Kaplan einen Sanitätsoffizier statt ihm zurückzubleiben und meldete sich freiwillig, um bei den Verwundeten des 19th Infantry Regiment zu bleiben und ihnen geistlichen Beistand zu leisten.
Die Stellungen wurden sehr schnell von den Nordkoreanern überrannt und alle Männer ohne Rücksicht auf das Kriegsrecht massakriert. Ein Sergeant, der sich auf dem Rückmarsch per Fernglas über das Schicksal der Gruppe vergewissern wollte, musste mit ansehen, wie alle Männer und der betende Priester ohne Gnade umgebracht wurden. Am nächsten Tag hätte Felhoelter seinen 37. Geburtstag feiern können. Bereits vier Tage vor seinem Tod schrieb er folgende tiefgläubige Zeilen an seine Mutter:
„Don't worry, Mother. God's will be done. I feel so good to know the power of your prayers accompanying me (…). I am happy in the thought that I can help some souls who need help (…).“
Der Kongress verlieh dem Pater postum das Distinguished Service Cross, eine der höchsten Auszeichnungen der US-Streitkräfte, bei einer Gedenkfeier am National Chaplains Memorial in Arlington, Kentucky. Beigesetzt wurde Felhoelter auf dem St.-Michael-Friedhof seiner Heimatstadt.